# Los niños (Game of Thrones)
«Los niños» es el cuadragésimo episodio de la serie de televisión de fantasía medieval Juego de tronos, de la cadena HBO. Los creadores de la serie David Benioff y D. B. Weiss escribieron el episodio. Alex Graves dirigió el episodio, siendo el cuarto episodio de la temporada que dirige. El episodio tuvo una duración de 66 minutos.

## Argumento

### En Desembarco del Rey
Tras la sangrienta batalla con Oberyn Martell, Qyburn (Anton Lesser) atiende a ser Ser Gregor Clegane (Hafþór Júlíus Björnsson), quien fue envenenado por la lanza de Oberyn. El Gran Maestre Pycelle (Julian Glover) afirma que pronto morirá, sin embargo, sale totalmente furioso de la habitación al ver que Cersei (Lena Headey) le ignora y le ordena a Qyburn hacer todo para salvarlo. Más tarde Cersei enfrenta a su padre, mostrando su desacuerdo con su compromiso con Loras Tyrell (Finn Jones), no obstante, Tywin no le escucha; una Cersei frustrada le confiesa a Tywin que sus hijos son productos de su relación incestuosa con Jaime (Nikolaj Coster-Waldau), aunque Tywin se niega a creerla.
Por la noche, mientras Tyrion (Peter Dinklage) espera su ejecución, es sorprendido por Jaime quien le indica un camino que lo llevará al puerto donde podrá escapar. Tyrion se detiene en la habitación de su padre, donde encuentra a Shae (Sibel Kekilli) en la cama de Tywin. Tyrion termina estrangulándola producto de la ira que tiene, tras esto, toma una ballesta y comienza la búsqueda de Tywin. Termina localizando a su padre en la letrina y lo apunta con la ballesta; le recrimina que lo condenara a muerte sabiendo que era inocente, tras ello le dispara después de que Tywin llamara «puta» a Shae.

### Más allá del Muro
Jon Nieve (Kit Harington) se reúne con Mance Rayder (Ciarán Hinds) para discutir los términos de paz entre su pueblo y la Guardia; Mance afirma que si la Guardia de la Noche permite la entrada de su pueblo al sur del Muro no habrá más muertes, pues buscan refugiarse de los Caminantes Blancos y del invierno que se acerca. Durante esta reunión, la caballería de Stannis Baratheon (Stephen Dillane) llega al lugar y masacra a los Salvajes, los cuales estaban desprevenidos. Mance no tiene otra opción más que rendirse ante Stannis y Ser Davos (Liam Cunningham). Jon se declara hijo bastardo de Eddard Stark y sugiere a Stannis que tome prisionero a Mance y queme todos los cadáveres.
Bran Stark (Isaac Hempstead-Wright) y sus acompañantes llegan a su destino: el gran árbol visto en las visiones de Jojen Reed (Thomas Brodie-Sangster). Pero son atacados por un grupo de muertos, Jojen es herido mortalmente durante el enfrentamiento y Bran, Hodor (Kristian Nairn) y Meera (Ellie Kendrick) son salvados por una Hija del Bosque. La niña los lleva a una cueva bajo el árbol donde se reúnen con el Cuervo de tres ojos (Struan Rodger). Bran le pide al anciano que le permita volver a andar, pero éste replica que Bran nunca volverá a andar, pero volará.

### Al otro lado del mar Angosto
Daenerys Targaryen (Emilia Clarke) recibe la petición de un ciudadano que pide le regresen con su antiguo amo, pues esa es su mejor manera de vivir, y comenta que muchas personas piden lo mismo. Daenerys se ve obligada a acceder a la petición, puesto que la libertad implica tomar decisiones propias, sin embargo da la orden de que firme un contrato con su antiguo amo que no sea mayor a un año. Un ciudadano se acerca y le notifica que uno de sus dragones quemó a su hija de tan solo tres años de edad, tras esto, Daenerys pregunta a Gusano Gris (Jacob Anderson) si hay noticias de Drogon. Daenerys lleva a sus dragones a las catacumbas y se ve en la necesidad de mantenerlos encadenados.

### En el Valle
Brienne de Tarth (Gwendoline Christie) y Podrick Payne (Daniel Portman) despiertan para ver que sus caballos ya no están. Caminando, Brienne encuentra a una pequeña niña ensayando con su espada sin saber que es Arya Stark (Maisie Williams). El Perro llega al lugar y Podrick lo identifica, por tanto Brienne deduce que ella es Arya, ahí le comenta que ella le ofreció total lealtad a su madre Catelyn Stark y le prometió que cuidaría y mantendría a salvo. Sin embargo, el Perro cree que es mentira al ver que tiene una espada de acero valyrio con el símbolo de la Casa Lannister. 
Sandor y Brienne se enfrentan, combate que gana Brienne cuando lanza al Perro por un precipicio. Arya llega adonde yace el Perro con una pierna rota; él mismo pide a Arya que lo mate, pero ella solo le roba el dinero y se marcha dejándolo moribundo. 
Tras viajar a Salinas, Arya consigue un pasaje a un barco cuyo destino es Braavos tras ofrecerle al capitán del barco la moneda de hierro que le dio Jaqen H'ghar.

## Reparto
El episodio marca la última aparición de dos personajes principales que desde la primera temporada estuvieron presentes en la serie:Charles Dance tras el asesinato de su personaje, Tywin Lannister por parte de Tyrion.  Y la actriz Sibel Kekilli quien interpreta a la prostituta Shae marcó su última aparición por su muerte a manos de Tyrion. El episodio también representa la salida de Thomas Brodie-Sangster tras el asesinato de su personaje, Jojen Reed a manos de unos caminantes blancos, Thomas había sido personaje recurrente desde la tercera temporada.

## Recepción

### Recepción crítica
El episodio recibió críticas en su mayoría positivas. Todas las 36 críticas en Rotten Tomatoes fueron positivas con la lectura de consenso del sitio, "Coronando la mejor temporada de Juego de tronos hasta la fecha, "Los niños" proporciona suficientes desarrollos argumentales satisfactorios para un final, mientras que sus vueltas y revueltas que dejan con ganas de más.". Matt Folwer de IGN comentó: ""fuerte despedida de temporada con un montón de giros violentos".

### Audiencia
El episodio generó 7.1  millones de televidentes en su estreno original por HBO en Estados Unidos. Lo que representa un incremento del 32% en comparación al final de la tercera temporada. Al añadirse la repetición del capítulo, se generó un total de 18.6 millones de televidentes. Además el capítulo fue el más visto en esa semana en televisión por cable.

## Críticas por la omisión de Lady Corazón de Piedra
Tras la emisión del episodio, a pesar de las críticas positivas del episodio, se recibieron críticas negativas por parte de los fanáticos por la omisión de Lady Corazón de Piedra. Los fanáticos que ya habían leído Tormenta de espadas estaban seguros de que el personaje aparecería después de que Lena Headey, actriz que interpreta a Cersei Lannister, publicará en su cuenta de Instagram la foto de un corazón de piedra con la descripción "My Stone Heart" pues poco antes, había filtrado una foto alusiva a la muerte de Oberyn Martell.